# Peter A. Strauss
Peter A. Strauss (* 1971 im Allgäu) ist ein deutscher Koch.

## Werdegang
Nach der Ausbildung ab 1986 im Hotel Sonnenalp in Ofterschwang ging Strauss 1989 auf das Kreuzfahrtschiff Queen Elizabeth 2. 1993 wechselte er zum Hotel Königshof in München bei Wolfgang Abrell und Bobby Bräuer. 2001 wurde er Executive Chef im Hotel Bachmair am See in Rottach-Egern, 2003 im Hotel Schreiberhof in München und 2004 im Schloss Hubertushöhe in Storkow (Mark).
Seit 2011 betreibt er das Hotel Löwen & Strauss in Oberstdorf, dessen Restaurant Ess Atelier Strauss seit 2012 mit einem Michelinstern ausgezeichnet wird.

## Auszeichnungen
- Seit 2012: Ein Michelinstern für das Restaurant Ess Atelier Strauss in Oberstdorf